# Przemysław Frankowski
Przemysław Adam Frankowski (* 12. April 1995 in Danzig) ist ein polnischer Fußballspieler.

## Karriere

### Verein
Frankowski kam über die Jugendabteilung von Lechia Gdańsk zum Profifußball und debütierte nach seiner Einwechslung am 14. April 2013 gegen seinen zukünftigen Verein Jagiellonia Białystok in der Ekstraklasa. Am 24. Spieltag konnte Frankowski, wieder nach Einwechslung und nur 32 gespielten Minuten, das erste Tor in der Ekstraklasa beim Spiel gegen Podbeskidzie Bielsko-Biała erzielen, welches jedoch 1:2 verloren ging. In der Saison 2013/14 gehörte Frankowski dann zum festen Personal seines Vereins und macht insgesamt 33 Ligaspiele, in denen er ein Tor erzielte und drei weitere vorbereitete. Nach insgesamt 44 Pflichtspielen für Lechia Gdańsk wechselte der offensive Außenspieler für eine kolportierte Ablöse von 75.000 Euro im Sommer 2014 zum Ligarivalen Jagiellonia Białystok und kam in seiner ersten Saison beim neuen Arbeitgeber in der Liga zu 28 Einsätzen und drei Treffern. Gegen den litauischen Vertreter Kruoja Pakruojis machte Frankowski 2015 bei der Qualifikation zur UEFA Europa League sein Debüt im Europapokal, ehe bereits in der 2. Qualifikationsrunde sein Verein gegen Omonia Nikosia aus Zypern ausschied. Frankowski gilt aufgrund seiner Positionsflexibilität und Schnelligkeit als ein großes Talent im polnischen Fußball.
Im Januar 2019 wechselte er in die Vereinigten Staaten zu Chicago Fire. Am 11. Spieltag erzielte er im Heimspiel gegen New England Revolution (5:0) sein erstes Tor in der Major League Soccer. Für den Rest der Saison 2024/25 wurde Frankowski an Galatasaray Istanbul ausgeliehen. Galatasaray zahlt eine Leihgebühr in Höhe von 1 Millionen Euro. Im Sommer musste der türkische Vereine aufgrund einer Kaufpflicht weitere sieben Millionen Euro überweisen.
Im August 2025 wurde Frankowski für ein Jahr an Stade Rennes nach Frankreich verliehen.

### Nationalmannschaft

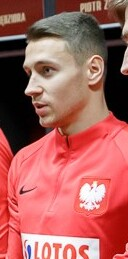
Frankowski im 2019 bei Polen

Frankowski durchlief ab der U-16 alle polnischen Juniorennationalmannschaften und ist aktuell Spieler der A-Nationalmannschaft. Sein Debüt gab der Mittelfeldspieler am 23. März 2018 im Freundschaftsspiel gegen Nigeria (0:1) in Breslau.
Zur Fußball-Europameisterschaft 2021 wurde er in den polnischen Kader berufen, kam aber mit diesem nicht über die Gruppenphase hinaus.

## Erfolge
Galatasaray Istanbul
- Türkischer Meister: 2024/25
- Türkischer Fußballpokal: 2024/25